# Glavat (település)
Glavat lakatlan település Horvátországban, Dubrovnik-Neretva megyében. Közigazgatásilag Lastovo községhez tartozik.

## Fekvése
Makarskától légvonalban 60 km-re délre, Lastovotól légvonalban 20 km-re keletre, a Vrhovnjak-szigetcsoporthoz tartotó Glavat szigetecskén fekszik. A sziget három oldala alkalmas a kikötésre, ahova a sziget látogatói érkeznek. A Lastovo szigetének keleti partján fekvő Lumbardából naponta indulnak hajók Glavatra.

## Története
Glavat szigete túl kicsi és kopár volt ahhoz, hogy emberi település alakuljon ki rajta. Történetében a világítótorony 1884-ben történt megépítése hozott nagy változást, mert ettől kezdve a torony kezelőszemélyzete és családjuk a világítótorony alsó részén kialakított lakásokban lakott. Vízszükségletüket a sziklás talajba vájt ciszterna fedezte. A sziget lakosságát 1931-ben számlálták meg először önállóan, akkor 14-en lakták. Általában két család élt itt és a lakosság az ő számuk szerint változott. 2001-től a szigetnek már nem volt állandó lakossága, inkább turisztikai célpontnak számít.

## Népesség
| Lakosság változása | Lakosság változása | Lakosság változása | Lakosság változása | Lakosság változása | Lakosság változása | Lakosság változása | Lakosság változása | Lakosság változása | Lakosság változása | Lakosság változása | Lakosság változása | Lakosság változása | Lakosság változása | Lakosság változása | Lakosság változása |
| ------------------ | ------------------ | ------------------ | ------------------ | ------------------ | ------------------ | ------------------ | ------------------ | ------------------ | ------------------ | ------------------ | ------------------ | ------------------ | ------------------ | ------------------ | ------------------ |
| 1857               | 1869               | 1880               | 1890               | 1900               | 1910               | 1921               | 1931               | 1948               | 1953               | 1961               | 1971               | 1981               | 1991               | 2001               | 2011               |
| 0                  | 0                  | 0                  | 0                  | 0                  | 0                  | 0                  | 14                 | 2                  | 17                 | 5                  | 7                  | 3                  | 9                  | 0                  | 0                  |

## Nevezetességei
A sziget 19 méter magas világítótornyát I. Ferenc József császár rendeletére 1884-ben építették. A torony alatti épületben két család lakott. A kőbe vájt ciszterna 220 ezer liter víz tárolására alkalmas.